# Luebo
Luebo (detta anche Lwebo) è una città ed un territorio della Repubblica Democratica del Congo, la città è il capoluogo della Provincia del Kasai. Non si hanno dati relativi al censimento del 1984, mentre stime del 2004 indicano 26.248 abitanti.
Si trova nel Congo centrale, lungo il tratto finale del fiume Lulua (affluente del Kasai).
La città è sede vescovile cattolica.
La città è servita dall'Aeroporto di Luebo (ICAO: FZUN).